# Nephodia basiplaga
Nephodia basiplaga là một loài bướm đêm trong họ Geometridae.